# Prince Kwabena Adu
Prince Kwabena Adu (Sunyani, 23 settembre 2003) è un calciatore ghanese, attaccante del Viktoria Plzeň.

## Carriera
Adu ha iniziato la sua carriera in Ghana con il Bechem Utd e nel 2022 è stato incluso nel quotidiano inglese The Guardian fra i migliori 50 calciatori nati nel 2023.
Il 23 febbraio 2023 è approdato in Europa dove ha firmato con i bielorussi dell'Islač. Ha debuttato il 18 marzo nell'incontro di Vyšėjšaja Liha perso 3-0 contro la Dinamo Minsk ed il 7 aprile ha segnato i suoi primi gol realizzando una doppietta nella trasferta vinta 4-0 contro lo Smarhon'.
Il 1º settembre 2023 è stato acquistato dal Kryvbas Kryvyj Rih, con cui ha firmato un contratto quadriennale. Dopo aver iniziato anche la stagione successiva con il club ucraino, il 28 agosto è stato acquistato a titolo definitivo dal Viktoria Plzeň, club della prima divisione ceca, con cui prende anche parte alla fase finale di UEFA Europa League 2024-2025.

## Statistiche

### Presenze e reti nei club
Statistiche aggiornate al 22 gennaio 2025.
| Stagione                 | Squadra                  | Campionato               | Campionato | Campionato | Coppe nazionali | Coppe nazionali | Coppe nazionali | Coppe continentali | Coppe continentali | Coppe continentali | Altre coppe | Altre coppe | Altre coppe | Totale | Totale | Totale |
| Stagione                 | Squadra                  | Comp                     | Pres       | Reti       | Comp            | Pres            | Reti            | Comp               | Pres               | Reti               | Comp        | Pres        | Reti        | Pres   | Reti   |        |
| ------------------------ | ------------------------ | ------------------------ | ---------- | ---------- | --------------- | --------------- | --------------- | ------------------ | ------------------ | ------------------ | ----------- | ----------- | ----------- | ------ | ------ | ------ |
| 2023                     | Islač                    | VL                       | 14         | 6          | CB              | 2               | 2               | -                  | -                  | -                  | -           | -           | -           | 16     | 8      |        |
| 2023-2024                | Kryvbas Kryvyj Rih       | PL                       | 12         | 2          | CU              | 0               | 0               | -                  | -                  | -                  | -           | -           | -           | 12     | 2      |        |
| ago. 2024                | Kryvbas Kryvyj Rih       | PL                       | 3          | 1          | CU              | 0               | 0               | UEL+UCL            | 2+1                | 1+0                | -           | -           | -           | 6      | 2      |        |
| Totale Hirnyk Kryvyj Rih | Totale Hirnyk Kryvyj Rih | Totale Hirnyk Kryvyj Rih | 15         | 3          |                 | 0               | 0               |                    | 2                  | 1                  |             | -           | -           | 17     | 4      |        |
| 2024-2025                | Viktoria Plzeň           | 1L                       | 12         | 5          | CRC             | 0               | 0               | UEL                | 8                  | 3                  | -           | -           | -           | 20     | 8      |        |
| Totale carriera          | Totale carriera          | Totale carriera          | 42         | 14         |                 | 2               | 2               |                    | 11                 | 4                  |             | -           | -           | 55     | 20     |        |